# Zdeněk Lhota (letec)
Zdeněk Lhota (3. května 1896 Praha – 8. října 1926 Řím) byl český pilot a průkopník letectví.

## Život
Narodil se 3. května 1896 v Praze - Karlíně jako syn známého pražského advokáta. O čtyři léta později s rodiči přesídlil do Černošic (č.p. 466). Otec umožnil dospívajícímu studentovi také pěstování řady nejrůznějších sportů. Od mládí se zajímal o letectví a automobilismus. Mladý Zdeněk byl společenský a podnikavý, vynikal průbojností a organizačním talentem. A i když byl za 1. sv. války nucen sloužit u vozatajců, po válce už si vymohl, coby záložník čs. armády, přeřazení k letectvu, k 1. leteckému pluku v Praze. Dosáhl hodnosti nadporučík. Dostudoval, dosáhl hodnosti doktora práv (JUDr.) a současně s nadšením pracoval pro úspěch naší aviatiky. Dne 27. června 1925 se oženil, ale letectví nezanechal.
Byl činný v Československém aviatickém klubu. Byl spoluzakladatelem s 23 spolupracovníky a později ředitelem společnosti Falco, jejímž účelem bylo živnostenské provozování letecké a automobilové dopravy osobní i věcné, leteckých produkcí a reklamy, letecké fotokartografie a kinematografie, školy pro letce a mechaniky letecké a jiné. V ní mj. aktivně působil i její spoluzakladatel Jan Masaryk. Dne 18. srpna 1920 vykonal Lhota před zkušební komisí Čs. aviatického klubu civilní pilotní zkoušku I. stupně, jako první tohoto druhu v ČSR. V těchto létech spolupracoval s firmami Avia a Walter, s konstruktéry letadel i leteckých motorů. Podílel se na zkouškách i na úspěších letadel Avia BH, směle koncipovaných dolnoplošníků.

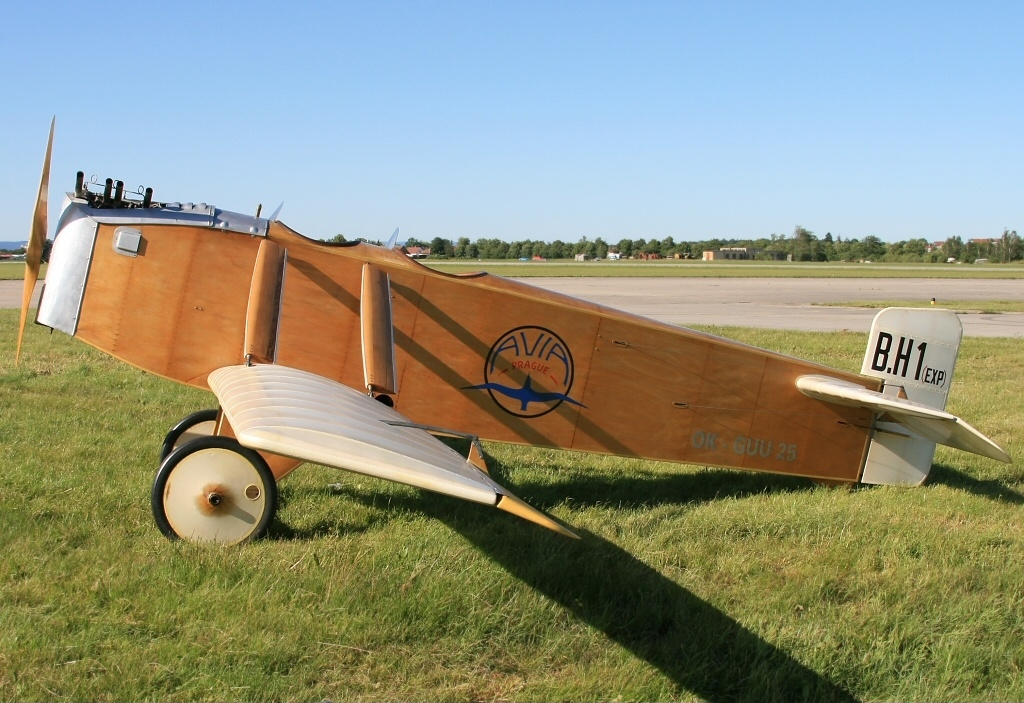
Avia BH-1

Od 23. října do 7. listopadu roku 1920 pořádal Československý aviatický klub 1. mezinárodní leteckou výstavu v Praze pod protektorátem prezidenta T. G. Masaryka. Vedle letadel znamenitého českého konstruktéra Aloise Šmolíka největší pozornost vzbudilo pokusné sportovní letadlo Avia BH-1 mladých konstruktérů Pavla Beneše a Miroslava Hajna. JUDr. Lhota dostal souhlas k jeho řízení a navázal tak spojení s Avií. V létech 1922 až 1926 se Lhota zúčastnil s letadly Avia BH mnoha závodů.

### Sportovní kariéra
Prvním větším Lhotovým vystoupením na letadle BH-1 byla účast na leteckém dnu v Plzni dne 27. srpna 1922. Svaz čs. pilotů ve snaze přispět k rozvoji čs. národního letectví uspořádal 6. července 1923 rychlostní závod o Cenu prezidenta republiky na letišti ve Kbelích. V kategorii D (motory do 100 koňských sil) zvítězil Zdeněk Lhota na Avii ВH-5 s motorem Anzani 70 HP. Na trati 200 km dosáhl času 1:30:18,4 h v průměrné rychlosti 132,7 km za hodinu. Byl mistrem akrobacie. Zápisy doslovně uvádějí, že pilot předvedl po závodu ještě obdivuhodnou akrobacii.
Na přelomu července a srpna 1923 získal svou první mezinárodní trofej a získal poprvé v historii pro naše sportovní létání mezinárodní úspěch. Zúčastnil se totiž ve dnech 30. června a 1. srpna 1923 na sportovním letadle BH-5 (L-BOSA) mezinárodních závodů turistických letadel v Bruselu, kde se umístil jako první. Získal tak putovní "Pohár belgického krále" (Copa du Roi des Belges) a cenu pro turistiku belgického Aeroklubu. Výjimečnost celého závodu pak podtrhl i král Albert I., který osobně předal Lhotovi vítězný pohár. Cestu tam a zpět vykonal vzduchem. Let zpět prolétl Zdeněk Lhota s mezipřistáním v Mohuči průměrnou rychlostí 138 km/h, což byl v roce 1923 zajímavý výkon nejen v kategorii sportovních letounů. Československá sportovní letadla Avia tím vstoupila úspěšně na mezinárodní kolbiště.

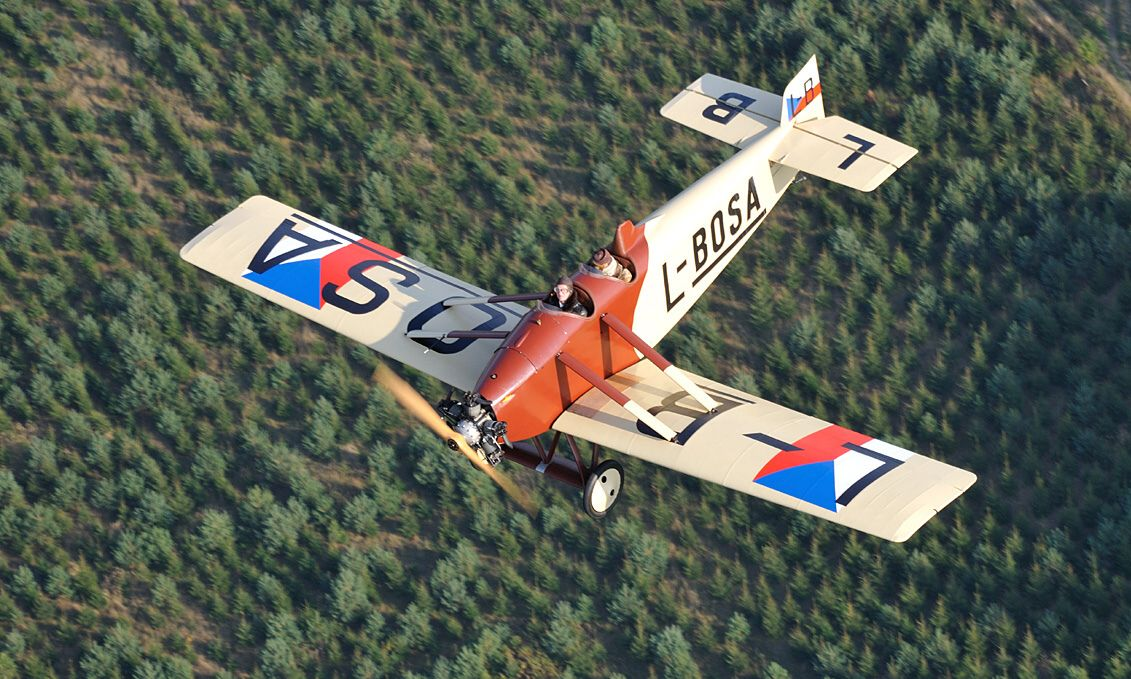
Avia BH-5 (replika)

Lehký dvoumístný letoun BH-5 (L-BOSA) s novým motorem Walter NZ-60, pilotován již slavným letcem JUDr. Zdeňkem Lhotou, se v září 1923 zúčastnil podzimních manévrů armády s celkovým příznivým ohlasem. Lhota měl lví podíl na jeho letových zkouškách. Vojenská správa ihned objednala u Avie celou sérii jejích následovníků, stroje BH-9, BH-10 a později i BH-11. Avia upravila konstrukci BH-5, vznikla tak BH-9 (cvičná) a jen o málo později i BH-11 (kurýrní). Jednomístná varianta pro nácvik akrobacie byla označena BH-10. Velmi uspokojivé výsledky s BH-5 vedly dne 26. a 30. listopadu 1923 k pokusům o stanovení vytrvalostního vzdálenostního rekordu. Dosažené výsledky, tj. trať 400 km za 3 hod 37 minut neodpovídaly však ctižádosti zúčastněných a nestačily také na získání vypsané trofeje. V prototypu BH-9 s motorem Walter NZ-60 v.č.1 se Zdeněk Lhota 26.12.1923 opět pokoušel vytvořit první čs. letecký rekord na vzdálenost na trojúhelníkové trati Praha – Pardubice – Hradec Králové – Praha. Ale již během prvého obletu tratě musel pro nepřízeň počasí dvakrát přistát. Po třetím vynuceném přistání již v pokusu nepokračoval. Byl to první pokus o letecký rekord s motorem NZ-60.
V dubnu 1924 proslulý aviatik Zdeněk Lhota závodil s automobilem do vrchu Zbraslav - Jíloviště (VIII. ročník, 20. dubna 1924, 30 tisíc diváků) v kategorii cestovních vozů do 1750 cm3 a obsadil na Waltru WIZ 3. místo. Získal cenu firmy Bosch.

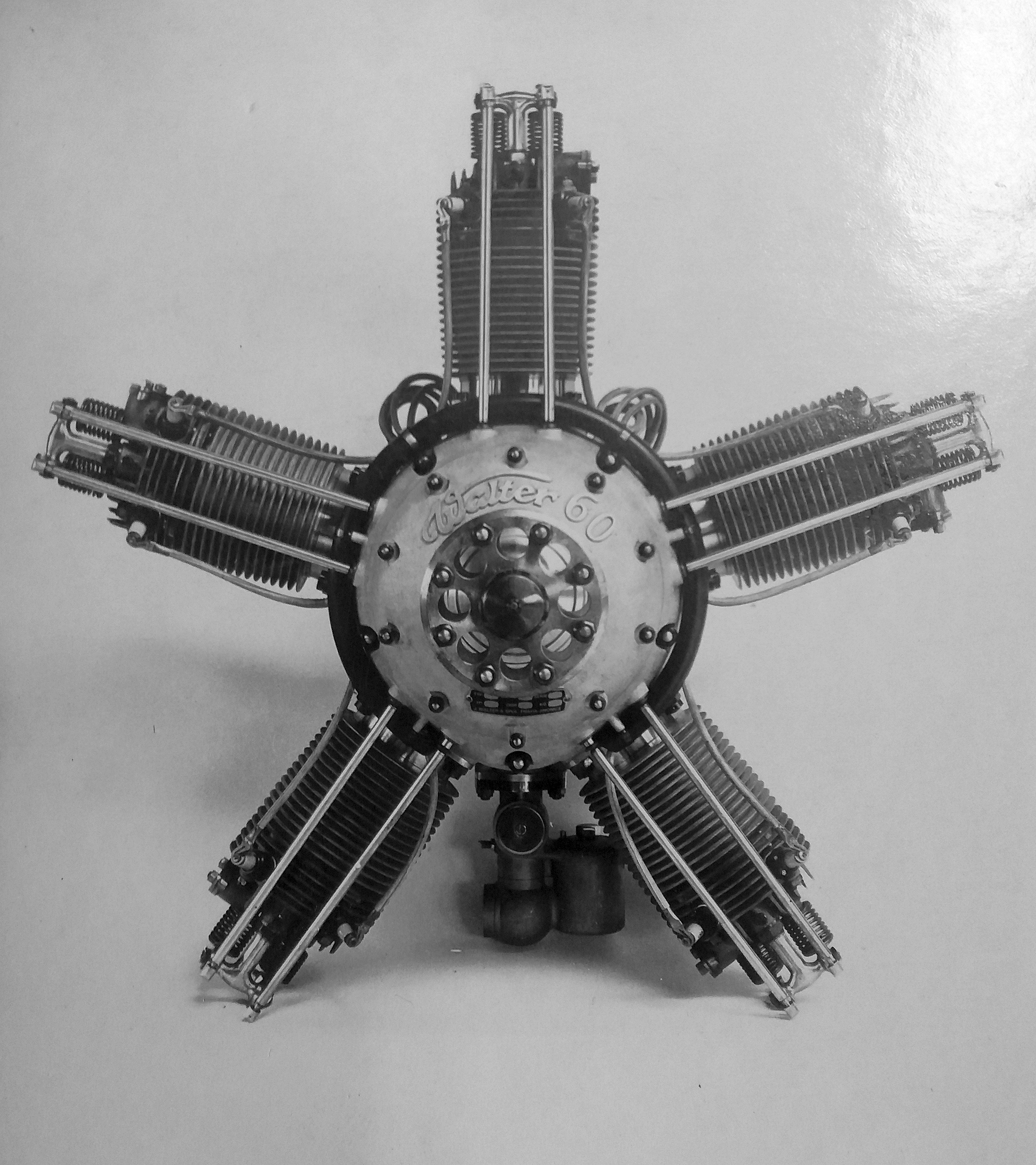
Walter NZ-60

S motorem Walter NZ-60 přece jenom ustavil čs. rekordy v rychlosti a vytrvalosti. Zaslouženého úspěchu dosáhl Lhota 13. května 1924, kdy nalétal na novém cvičném, dvoumístném letadle BH-9 (L-BONF) a na 100 km okruhu Kbely, Nové Benátky, Říp, Kbely za 9:45:47 h celkem 1200 km. Výsledná průměrná rychlost na trati 1000 km činila 120,088 km/hod a stala se rekordem "Rychlost na 1000 km" na této vzdálenosti pro dvoumístná letadla. Zdolaná vzdálenost 1200 km se stala „Rekordem na vzdálenost“. Není divu, že na leteckém dni ve Kbelích, pořádaném dne 18. května 1924 se těšil tehdy již populární pilot i jeho letadlo živé pozornosti 30 tisíc návštěvníků.
Dne 27. června 1924 startoval opět Zdeněk Lhota z Prahy na sériovém, kurýrním letadle Avia BH-11 (lehký celodřevěný vzpěrový dolnoplošník s motorem Walter NZ-60) k letu do Belgie a Francie. Jednalo se o propagační dálkový a etapový přelet na trati Praha – Brusel – Paříž – Londýn – Paříž – Praha. Přes nepříznivý vítr byl čistý čas letu s BH-11 (L-BONB) z Prahy do Bruselu 7 hod. 10 min. V Bruselu byl takový zájem o letadlo, že opakované předvádění letadla prodloužilo pobyt o celý týden. Podobně tomu bylo i v Paříži, kde bylo předváděno na letištích Le Bourget a Villacoublay. Následovala ještě návštěva Londýna a návrat do Paříže. Bylo to poprvé, co československé letadlo přeletělo kanál La Manche a přistálo na anglické půdě. Na přání technických kruhů zanechal Lhota letadlo v Paříži. Celková trať takto ukončeného propagačního letu dosáhla délky 1800 km. Malá letadla Avia se ukázala, jak patrno, velmi vhodnými pro leteckou turistiku.

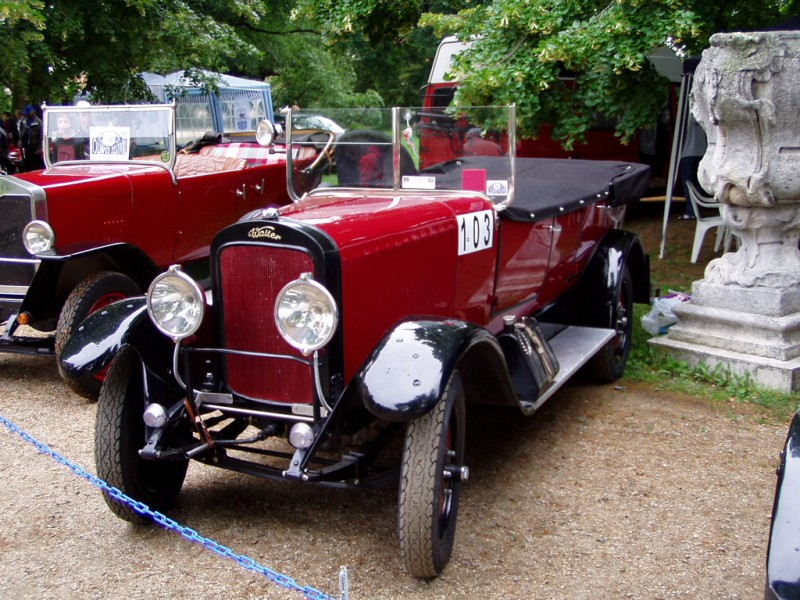
Walter WIZ

Následoval rychlostní závod o putovní "Cenu prezidenta republiky", konaný dne 7. září 1924. Tehdy zvítězil Lhota v kategorii sportovních letadel na jednosedadlovém, akrobatickém letadle BH-10 na trati 200 km průměrnou rychlostí 155,118 km/hod. Tento výkon se stal zároveň národním rychlostním rekordem. V listopadu téhož roku svěřila Avia Lhotovi provedení nového propagačního letu na BH-10 (L-BONF), tentokráte přes Vídeň, Budapešť a Nový Sad do Bělehradu. K letu do Vídně odstartoval 5. listopadu 1924. V Ošprech předváděl akrobacii, v Budapešti a v Novém Sadě přistával z velké výše působivou vývrtkou, létal za prudké vichřice, půjčoval letadlo zájemcům. Krátce všude budil pozornost. Při letu z Bělehradu do Nového Sadu provedl na trati dlouhé 7 km, celkem 53 lopinků. Celková délka letu byla asi 1700 km.

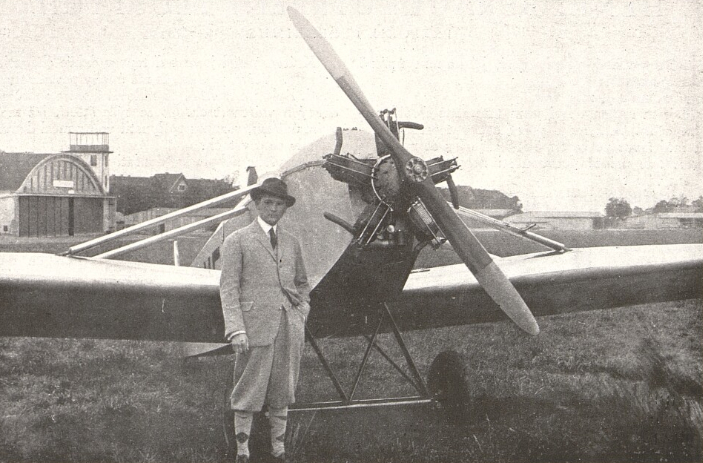
Zdeněk Lhota, před letem do Říma s Avia BH-9 (1925)

V dubnu 1925 letěl Lhota na BH-11 z Prahy přes Bukurešť, Sofii, Varšavu zpět do Prahy a v květnu s jednoplošníkem ВH-9 (L-BONF) z Prahy do Říma, avšak doletěl jen do Bologni a pro mlhu musel další let odložit až na druhý den. V neděli 17. května 1925 odstartoval při Leteckém dnu Svazu československých pilotů ze státního letiště Praha u Kbel a přes Bratislavu, Terst a Bolognu doletěl do Říma. Zpáteční cestu vykonal 23. května přes Pisu, Bolognu, Záhřeb, Bělehrad, Novi Sad a Budapešť do Prahy, kam doletěl 1. června. Letouny byly předváděny i v řadě jiných zemí, ve Švýcarsku, Rakousku, Francii, Belgii atd.
Za své zásluhy o rozvoj čs. letectví byl v červenci 1925 na valné hromadě, už coby uznávaný letec, zvolen předsedou Svazu československých pilotů a v září 1925 jej Aeroklub RČs vyznamenal udělením čestné vlajky.
Dne 20. září 1925 se konal rychlostní závod o "Cenu prezidenta republiky" a v kategorii se zatížením do 250 kg zvítězil Zdeněk Lhota s upraveným standardním sériovým letounem BH-21. Na BH-11 (L-BONB) podnikl v říjnu další etapový let na trati Praha – Vídeň – Bukurešť – Sofie – Varšava – Praha.
Prvním veřejným vystoupením JUDr. Lhoty v osudném roce 1926 byla slavnostní valná hromada Svazu čs. pilotů, konaná za jeho předsednictví dne 7. února v Obecním domě v Praze za účasti 175 členu a řady význačných hostí. Dne 21. března oznámil denní tisk, že JUDr. Lhota byl vyznamenán rytířským řádem Rumunské koruny. Podobných vyznamenání měl ostatně několik. Propagačně daleko známější byly různé dálkové etapové přelety, jako například let JUDr. Lhoty v květnu 1926 z Prahy přes Řím do Bělehradu a zpět do Prahy, celkem asi 3500 km. Ještě v tomto roce Zdeněk Lhota zvítězil na BH-11C (L-BONK) na mezinárodních závodech turistických, lehkých letadel v Paříži na letišti Orly.

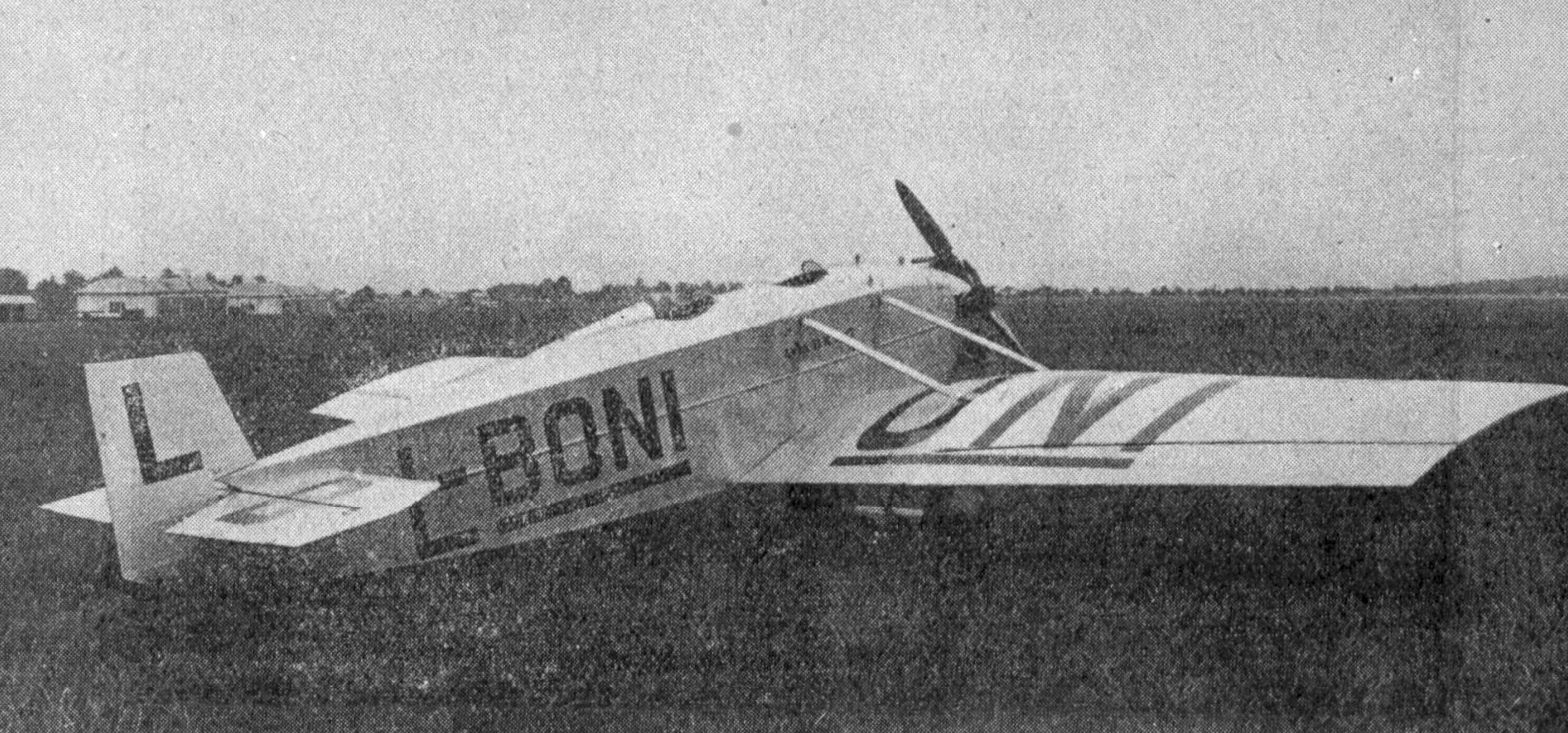
Avia BH-11C (L-BONI)

### Tragická nehoda
V roce 1926 měla firma Avia obhajovat cenu Coppa d'Italia v soutěži dvousedadlových letadel se stroji BH-11. Ty byly dle předběžných zkoušek v tak dokonalém stavu, že bylo upuštěno od dalších zkoušek. Přesto se 8. října Lhota rozhodl provést s BH-11C (L-BONI) na letišti Montecelio (Aeroporto Alfredo Barbieri di Guidonia) u Říma zkoušku střemhlavého letu z výšky 1000 metrů až na výšku 50 metrů. Letěl s plným zatížením i s mechanikem Rudolfem Volejníkem. Při sestupu se odtrhl plátěný potah křídla a došlo k destrukci křídla při letu střemhlav. Při nastalé havárii pilot i mechanik zahynuli. Následovala tryzna s poctami v Římě, vojenský doprovod na hranice Itálie, slavný pohřeb v Praze a uložení ostatků do hrobu na pražském Vyšehradě. Pamětní list 1. výročí tragického úmrtí podepsal sám prezident T. G. Masaryk. V místě havárie je dodnes udržován pomník. Jeho další projekty o rozšíření letecké turistiky nebo o dálkových letech např. do Japonska tak přervala smrt.

## Vzpomínkové akce
Na letišti v Montecelio u Říma byla umístěna na místě neštěstí pamětní deska Aeroklubu RČs. na paměť obou letců.
Ulici v Černošicích u trati mezi mokropeskou a černošickou zastávkou bylo 3. října 1991 vráceno jméno průkopníka československého letectví JUDr. Zdeňka Lhoty a opět se nazývá ulicí Dr. Lhoty. Na domě č.p. 466, kde bydlela rodina Dra. Lhoty, jsou dvě pamětní desky, jedna je umístěna na průčelí domu a druhá na oplocení vedle lípy.

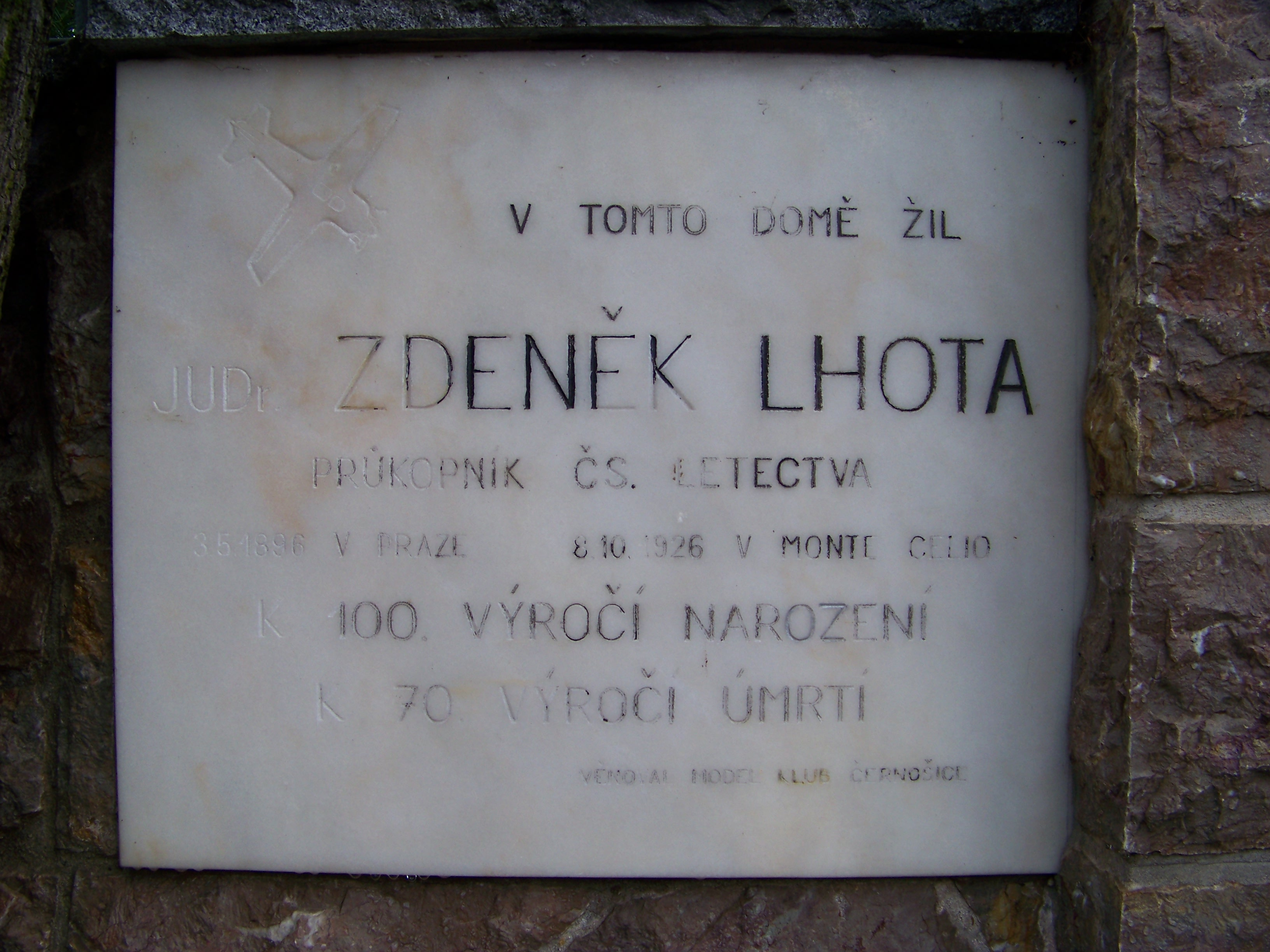
Pamětní deska Zdeňka Lhoty v Černošicích

V roce 2008 replika letounu Avia BH-5 s dobovým označením L-BOSA zopakoval legendární let Zdeňka Lhoty do Belgie z roku 1923.